# Kiểm duyệt ở Myanmar
Kiểm duyệt ở Miến Điện (Myanmar) đề cập đến chính sách của chính phủ Myanmar trong việc kiểm soát và điều chỉnh một số thông tin nhất định, đặc biệt là cơ sở tôn giáo, dân tộc, chính trị và đạo đức.
Tự do ngôn luận và báo chí không được đảm bảo theo quy định của pháp luật. Nhiều luật quy định báo chí và thông tin dưới thời thuộc địa tiếp tục được sử dụng. Đến tháng 8 năm 2012 mỗi ấn phẩm (bao gồm cả các bài báo, phim hoạt hình, quảng cáo, và hình minh họa) được chấp thuận trước sự giám sát Báo chí và Phòng Đăng ký (PSRB) của Bộ Thông tin. Tuy nhiên, 2011-2012 dưới sự cải cách của Miến Điện báo hiệu sự thông thoán hơn chính sách kiểm duyệt của nước này, trong tháng 8 năm 2012 Bộ Thông tin yêu cầu các phương tiện in tổ chức nộp tài liệu cho chính phủ trước khi công bố.
Burma được xếp hạng 169 trong 179 quốc gia 2011-2012 trên toàn thế giới về chỉ số tự do báo chí từ tổ chức Phóng viên Không Biên giới.

## Triều đại Konbaun
Dưới triều vua Mindon Min, triều đại cuối cùng của vương quốc Konbaun, Myanmar được biết đến như là một nhà nước thiếu dân chủ nhất Châu Á.

## Thời kỳ thuộc địa
Năm 1878, sau khi Hạ Miếng Điện được sáp nhập vào Vương quốc Anh. Luật Báo chí về tiếng bản xứ tại đây đã được thông qua, luật này được tạo dựng nhằm cố gắng đàn áp tuyên truyền chống chính phủ thuộc địa Anh trong báo chí địa phương dùng tiếng Miếng Điện. Năm 1898, Bộ luật tố tụng hình sự cho phép chính phủ buộc tội phản quốc, khi một người xúi giục nổi loạn trên cơ sở phổ biến thông tin sai lệch chống lại nhà nước. Ngay sau đó, vào năm 1908, Đạo luật Hiệp hội bất hợp pháp, đã được ban hành để tiếp tục bóp nghẹt tự do ngôn luận.